# ズッファ
ズッファ（Zuffa, LLC）は、総合格闘技専門のアメリカ合衆国のスポーツプロモーション企業である。
2001年1月にステーション・カジノを所有するロレンゾ・フェティータとフランク・フェティータ三世がSemaphore Entertainment Groupから買収したUltimate Fighting Championship（UFC）の親組織として設立。ロレンゾがCEOに就き経営面を担い、UFCでの実務をダナ・ホワイトが行っていた。
2016年7月11日にWME-IMG率いる、シルバーレイク・パートナーズ、コールバーグ・クラビス・ロバーツ、MSDキャピタルが参加する共同グループに、スポーツ史上最高額の買収額となる40億2500万ドル（約4400億円）で売却した。
「ズッファ」という言葉はイタリア語で「戦い」「取っ組み合い」を意味する。

## 歴史
2006年12月11日、ズッファはWorld Fighting Allianceの資産を受け継ぎ、資産や選手の契約を管理する子会社WFA Enterprises, LLCを設立した。同日、World Extreme Cagefighting（WEC）の買収計画も正式決定したと報じられた。
2007年からズッファはWECをUFCとは別に独立運営していたが、2010年10月28日にダナ・ホワイトが2011年早期にUFCと統合すると発表した。
2007年3月27日、ズッファはUFCの最大の競合団体であったPRIDEの経営権をドリームステージエンターテインメントから獲得したと発表した。引継ぎのため、フェティータ兄弟はPride FC Worldwide Holdings LLCを設立し、共同で経営にあたった。PRIDEの再生は断念されたが、選手契約や知的財産等のPRIDEの資産の多くは、UFCに引き継がれた。
2010年1月12日、ズッファはFlash Entertainment（2008年にアブダビ政府によって設立）に対して少数株主持分を売却した。企業の10%の利益がアブダビ政府に支払われることが発表された。この売却により、ズッファの40.5%をロレンゾ・フェティータ、40.5%をフランク・フェティータ、10%をFlash Entertainment、9％をダナ・ホワイトが保有することになった。
2011年3月12日、UFCに次ぐ規模の団体であったStrikeforceの経営権をシリコンバレー・スポーツ&エンターテインメントから獲得したと発表した。
2011年6月1日、保険会社と契約を締結し、怪我をした選手が保険金を受け取れるようになることが発表された。試合中、トレーニング中およびトレーニング以外の関連事故で発生した怪我に適用される。
2013年1月12日の大会を持って、独立運営をしていたStrikeforceをUFCへ統合した。
2014年6月、Invicta FCと複数年契約を結び、Invicta FCの試合をUFCファイトパスで配信することを発表。この提携により、2014年7月にUFCは女子ストロー級を設立し、Invicta FCのストロー級選手を受け入れた。
2015年2月、選手に対する全米アンチドーピング機構（USADA）による抜き打ちドーピング検査を2015年7月から開始することを発表した。
2016年7月11日、WME-IMG率いる共同グループにUFCおよびズッファを40億2500万ドル（約4400億円）で売却した。

## レギュレーション
現在のUFCのルールは2000年にニュージャージー州アスレチック・コントロール・ボードによって確立された。この新しいルールの下で行われた最初の大会はUFC28で、経営権がズッファに移るより前のことだった。ニュージャージー州のUnified Rules of Mixed Martial Arts（通称：統一ルール）はネバダ州やカリフォルニア州を含む全米各州の他、世界的に使われている。